# 龍華院 (神戸市)
龍華院（りゅうげいん）は、兵庫県神戸市西区にある高野山真言宗の仏教寺院。性海寺の塔頭寺院である。本尊は如意輪観世音菩薩。